# Eschelbach (Sinsheim)
Eschelbach is een plaats in de Duitse gemeente Sinsheim, deelstaat Baden-Württemberg, en telt, volgens de website van de gemeente Sinsheim,  2.248 inwoners (ultimo 2021).
Het dorp ligt aan de Bundesstraße 39, in het uiterste westen van de gemeente Sinsheim. Eschelbach wordt door golvend boerenland omgeven.
Eschelbach grenst in het westen aan Tairnbach, een dorp in de gemeente Mühlhausen (Kraichgau), en in het noordwesten aan Balzfeld en Horrenberg, in de gemeente Dielheim.

## Geschiedenis, economie
Voor geschiedkundige informatie zie vooral de in het kader aangegeven pagina op de website van de gemeente Sinsheim, en onder: Kraichgau.
Het dorp werd vanaf 1232 bestuurd door de Heren van Hirschhorn. Dit verklaart de hertshoorn in het dorpswapen. Deze heren voerden in de 16e eeuw ook de Reformatie door.  De heren van Hirschhorn lieten in 1593 in het dorp een monumentaal vakwerkhuis bouwen, van waaruit sindsdien, vanaf 1972 door de gemeente Sinsheim, het dorp wordt bestuurd. Van 1632 tot de Napoleontische tijd was het dorp onderhorig aan het Keurvorstendom Mainz. Van 1893 tot 1960 werd de armoede in dit boerendorp enigszins verlicht door werkgelegenheid in twee sigarenfabrieken, die in Eschelbach stonden. Vanaf omstreeks 1965 nam de werkgelegenheid in de agrarische sector af. Tegelijk werden nieuwbouwwijken gebouwd voor  woonforensen, die in steden in de omgeving werkten, en een rustige woonplek in dit dorp zochten. Eschelbach is sedertdien een forensenplaats.

## Afbeeldingen

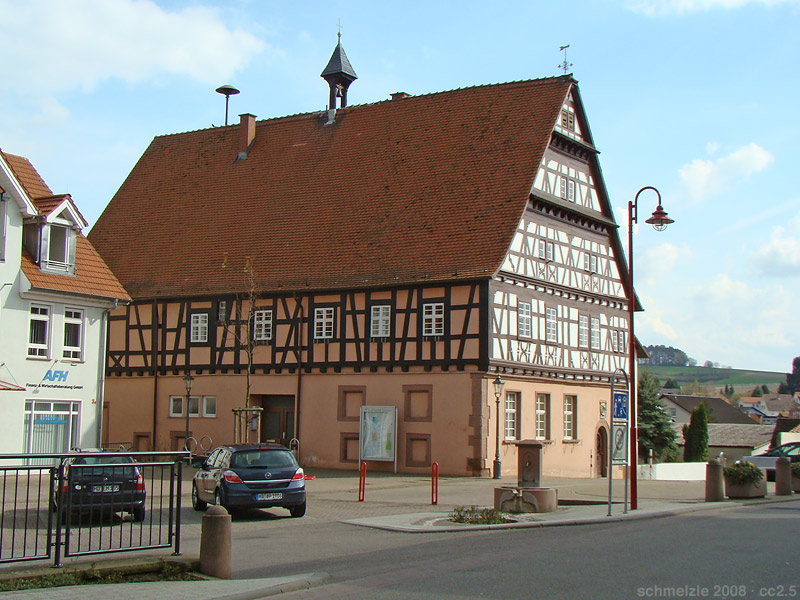
Raadhuis van Eschelbach (1593)
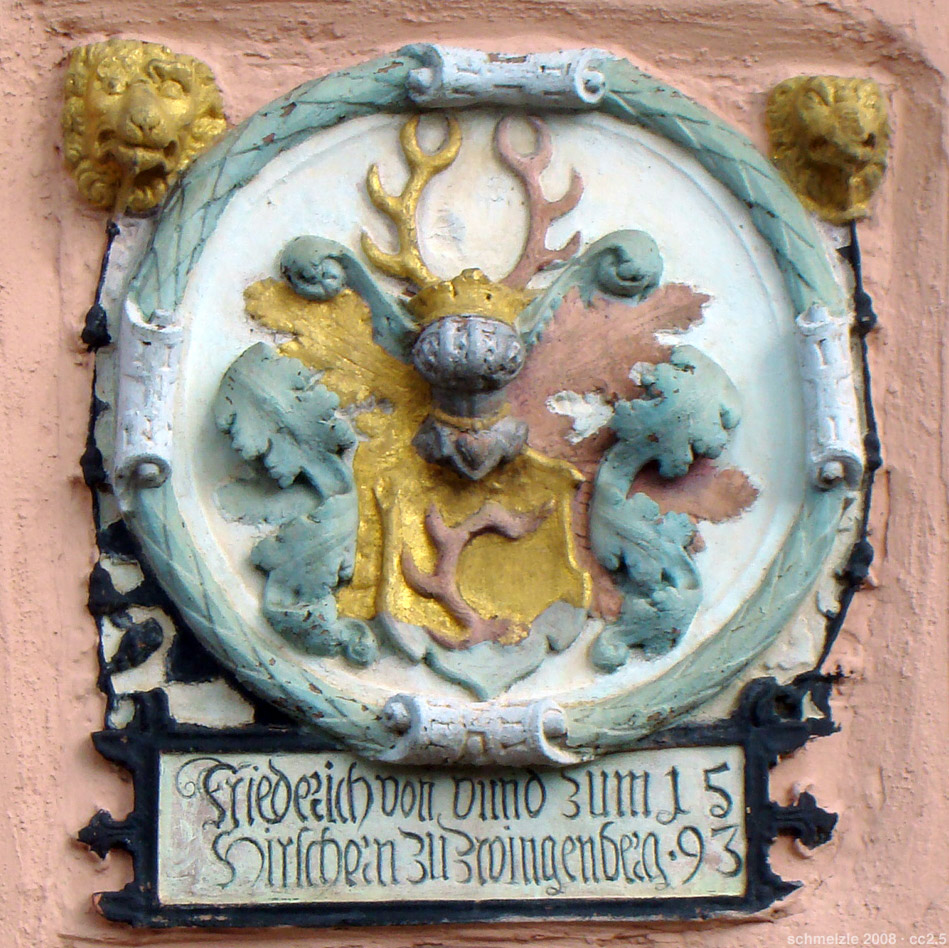
Idem, wapen geslacht Von Hirschhorn
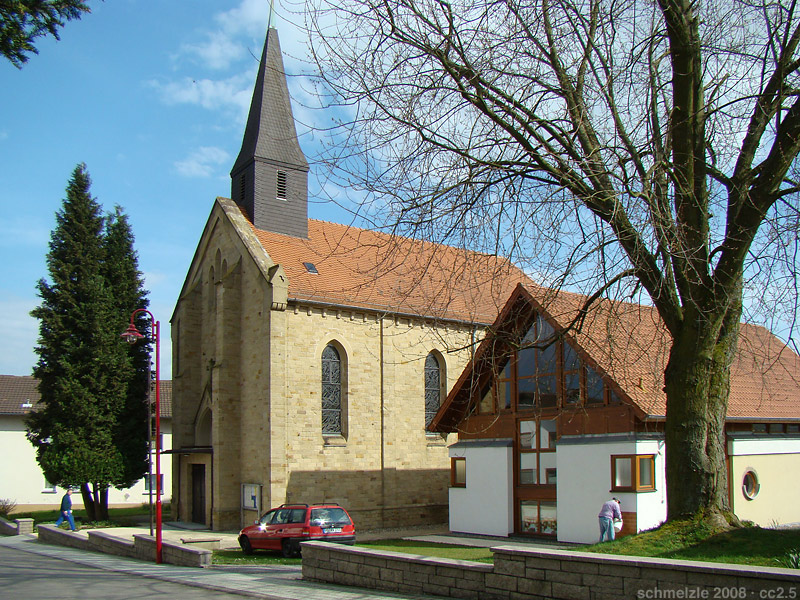
R.K. St.-Margarethakerk (1894)
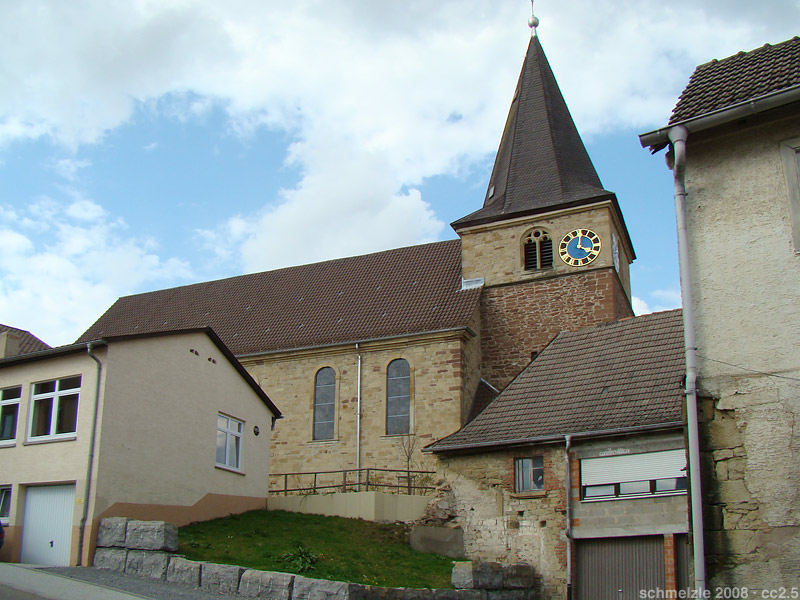
Evangelisch-lutherse kerk (18e-eeuws; in 1898 gerenoveerd)

Adersbach · Dühren · Ehrstädt · Eschelbach · Hasselbach · Hilsbach · Hoffenheim · Sinsheim · Reihen · Rohrbach · Steinsfurt · Waldangelloch · Weiler